# Публій Фурій Медуллін Фуз
Пу́блій Фу́рій Медуллі́н Фуз (лат. Publius Furius Medullinus Fusus; пом. 464 до н. е.) — політичний, державний і військовий діяч часів Римської республіки, консул 476 року до н. е.

## Біографія
Походив з патриціанського роду Фуріїв. Про батьків, дитячі роки його відомостей не збереглося. Його брат Спурій Фурій Медуллін Фуз, консул 481 року до н. е.
476 року до н. е. його було обрано консулом разом з Луцієм Пінарієм Мамерціном Руфом. під час їхнього консулату йшло жваве обговорення законодавчої ініціативи про вибори народних трибунів по трибах, що стала законом (Lex Publilia Voleronis) вже в наступному році.
467 року до н. е. він був одним з триумвірів разом з Титом Квінкцієм Капітоліном Барбатом і Авлом Вергінієм Трікостом Целіомонтаном, що спостерігали за заселенням нової колонії в місті Анцій.
464 року до н. е. він служив легатом у війську свого брата Спурія і загинув у бою проти еквів.